# 乌前
乌前又名毛柿，为柿科柿属下的一个种，分布于雷州半岛和海南岛。